# Gerhard Wischer
Gerhard Hans Kurt Julius Wischer (* 1. Februar 1903 in Berlin; † 4. November 1950 in Waldheim) war ein deutscher Psychiater, der während der Zeit des Nationalsozialismus an Euthanasieverbrechen beteiligt war.

## Leben
Der Offizierssohn trat nach dem Abschluss seiner Schulzeit 1922 in die Reichswehr ein und war 1923 Teilnehmer am Hitlerputsch. Im Rang eines Oberfähnrichs schied er 1926 aus der Reichswehr aus. Danach absolvierte er ein Medizinstudium und promovierte an der Universität Rostock mit der 1933 erschienenen Dissertation: Das Problem der Vernichtung lebensunwerten Lebens im Schrifttum zum Dr. med. Danach war er für ein Jahr Medizinalpraktikant an der Rostocker Universitätsklinik und der Heil- und Pflegeanstalt Bernburg/Saale. Er wurde Ende 1934 approbiert. Ab 1934 war Wischer zunächst als Hilfs-, dann Assistenzarzt in der Landesanstalt Arnsdorf tätig, begutachtete dort Erbkranke und vervollständigte deren „Sippentafeln“. Wischer, der bereits zu seiner Studienzeit der SA beigetreten war, wurde 1937 Mitglied der NSDAP.
Von 1938 bis zum Ende des Zweiten Weltkrieges leitete Wischer als Direktor die Heil- und Pflegeanstalt Waldheim, die auf dem Gelände der Justizvollzugsanstalt Waldheim in einem separaten Haus untergebracht war. Parallel zur Übernahme des Direktorats in Waldheim wurde er 1938 zum Medizinalrat ernannt und koordinierte zugleich als „Landesobmann für die erbbiologische Bestandsaufnahme“ die Erfassung der Erbkranken in Sachsen. Auf eigenen Wunsch und unter Vermittlung des Leiters der Abteilung „Volkspflege“ im Sächsischen Innenministerium, Alfred Fernholz, wurde Wischer im Juli 1941 zur Zentraldienststelle T4 abgeordnet. Ab dem 2. August 1941 war Wischer T4-Gutachter und in dieser Funktion an „Selektionen“ von Kranken und Behinderten für die Aktion T4 in den Heil- und Pflegeanstalten und mindestens bis Mai 1943 an der Aktion 14f13 in den Konzentrationslagern beteiligt. Waldheim war eine Zwischenanstalt, aus der während der Aktion T4 fast 1500 Menschen in die Tötungsanstalt Brandenburg und die Tötungsanstalt Pirna-Sonnenstein verlegt und dort ermordet wurden. Nach dem offiziellen Ende der Aktion T4 wurde die „Vernichtung lebensunwerten Lebens“ auch in der Heil- und Pflegeanstalt Waldheim unter anderem durch sogenannte „Dämmerschlafkuren“ mittels hoher Luminalgaben im Rahmen der Aktion Brandt fortgesetzt. Mehr als 800 Insassen der Anstalt Waldheim starben durch die „Dämmerschlafkuren“ oder an Hunger.
Nach dem Kriegsende wurde Wischer im Oktober 1945 durch die sowjetische Besatzungsmacht festgenommen. Danach war er unter anderem in den Speziallagern Nr. 1 (Mühlberg an der Elbe) sowie Nr. 2 (Buchenwald) inhaftiert und wirkte dort als Häftlingsarzt. Aufgrund der „Teilnahme an Tötungen in der Heil- und Pflegeanstalt Waldheim“ wurde Wischer als „Hauptverbrecher“ am 23. Juni 1950, ohne einen Verteidiger gestellt zu bekommen, in einem nichtöffentlichen Schnellverfahren der Waldheimer Prozesse zum Tode verurteilt. Am 4. November 1950 wurde Wischer in der Strafanstalt Waldheim hingerichtet.